# VfB Pforzheim
VfB Pforzheim is een Duitse voetbalclub uit Pforzheim, Baden-Württemberg. 
De club was na de oprichting aangesloten bij de Zuid-Duitse voetbalbond. In 1919/20 speelde de club één seizoen in de hoogste klasse van de Badense competitie. De club werd derde laatste en degradeerde. Hierna slaagde de club er niet meer in te promoveren en speelde in de schaduw van stadsrivalen 1. FC Pforzheim en VfR Pforzheim. 
De club heeft momenteel (2019/20) geen teams meer in competitie.